# Pochazia quinqueplagiata
Pochazia quinqueplagiata är en insektsart som beskrevs av Schmidt 1911. Pochazia quinqueplagiata ingår i släktet Pochazia och familjen Ricaniidae. Inga underarter finns listade i Catalogue of Life.